# Gothic II: The Night of the Raven
Gothic II: The Night Of The Raven je oficiální datadisk k RPG hře Gothic 2 od společnosti Piranha Bytes. Poprvé byla vydána v Německu 22. srpna 2003 a v Severní Americe 2. listopadu 2005. Distribuují ji společnosti JoWood a Aspyr.

## Hratelnost
Datadisk nepřináší mnoho významných změn v gameplayi. Nicméně, největší změna je, v už tak dost vysoké, obtížnosti, kde vývojáři přebalancovali celou hru na těžší. To se stalo hned potom, co o to požádala hráčská komunita.
Toto zvýšení obtížnosti zahrnuje přidání několik silných zvířat, zmenšení počtu lektvarů a speciálních rostlin ve hře. Také zvýšení atributů je „dražší“ a také jsou zmenšeny účinky trvalých lektvarů.
Rozšíření přidává také do hry několik nových dovedností a speciálních předmětů. Hráč se teď může naučit jazyk prastarých, kteří dříve obývali město Jharkendar. Toto umění jazyku dává hráči možnost číst tzv. kamenné tabule. Ty mohou být nově nalezeny skrz celý ostrov a mohou zvýšit hrdinovi atributy.
Night of the Raven také obsahuje nové umění akrobacie. Toto umění je naučeno, jakmile hráč dosáhne 90 bodů v obratnosti a nemůže být naučeno jinak. Akrobacie se ale neobjevuje v Gothicu 2.
Nepříliš viditelnou změnou je přidání několika postav. Tyto postavy byli umístěny na místa, kde hráčům očividně chyběla a doslova „dovysvětlovaly“ některé události (přepadení,...).

## Příběh
Základní příběh je stejný jako u Gothicu 2, ovšem Xardas hrdinovi poví o novém neznámém nebezpečí na severovýchodě Khorinidu, kterému by se měl postavit. Při cestě do města potká svého starého známého z Kolonie Cavalorna, který mu řekne o Kruhu vody a poté, co mu hrdina pomůže se zabitím banditů, mu dá dopis pro mága Vody Vatrase. Také potká u brány města piráta Grega, kterému může pomoct dostat se do města.
Po předání dopisu udělí hrdinovi Vatras zkoušky, aby byl přijat do Kruhu Vody. Když je splní (přidání se do jedné z významných gild a objasnit záhadu mizení lidí z Khorinisu), je vyslán do ruin, kde se ukrývají mágové Vody, aby předal část ornamentu.
Potká tam hlavu vodních mágů, Saturase, který z něho není zrovna nadšený poté, co hrdina v prvním dílu hry vysál moc z jejich rudné haldy. Ale pošle ho za jiným mágem, který mu dá úkol najít zbytek ornamentu. Když je hrdina najde, mágové otevřou portál do Jharkendaru.
Objeví se v ruinách a u východu z nich potká mágy Vody, od kterých dostane úkol: infiltrovat bandity. K tomu musí získat brnění banditů, které mají piráti. Jde za pirátem Alligatorem Jackem, se kterým po lovu vejde do tábora pirátů. V táboře se pokusí získat zbroj banditů, kterou má kapitán v chatrči. Při vykrádání chatrče přijde kapitán Greg, který ho pošle zabít břitvy do kaňonu. Poté získá zbroj.
Zjistí, že důvod, proč jsou bandité v bažinách, je zlatý důl, ve kterém pracují unesení lidé z Khorinisu. Snaží se dostat dovnitř, ale šéf vnějšího tábora Franco ho pošle pro něj vykonávat práci, za kterou dostane propustku do dolu. Splní vše, co po něm Franco chce, ale stejně ho dovnitř nepustí. Hrdina ho tedy zabije, stane se šéfem vnějšího tábora a pustí se do dál do tábora.
Odchytí si ho Senyan, který mu dá úkol najít toho, který se pokusil o vraždu šéfa středního tábora Estebana. Po objevení viníka, jeho známého z Kolonie Fiska, společně s Fiskem zabije Estebana. Hrdina pak konečně může do dolu.
Zabije důlní červy v dole a tímto činem vzbudí pozornost Bloodwyna, zástupce velitele banditů. Bloodwyn pozná, že to je zrádce z Kolonie a pokusí se ho zabít. Hrdina se poté díky jeho useklé hlavě dostane do Adanosova chrámu, kde sídlí Raven, velitel banditů, jehož má zabít. Uvidí ho, jak otevírá bránu do vnitra chrámu, ale nestihne se tam dostat.
Mágové Vody mu řeknou, že se snaží získat mocnou zbraň, Beliarův Dráp, a k otevření dveří použil sílu ducha Rhadamese, hrdina tedy musí použít sílu jiného ducha. Probudí tedy ducha Quarhodona, odpoví mu na otázky a ten mu dá návod k otevření chrámu. Hrdina dojde do chrámu a zabije Ravena, unesení lidé se pak mohou vrátit.
Tento příběh se odehrává paralelně s příběhem Gothicu 2 a vzájemně nejsou příliš propojené. Ve hře hráč nemůže postoupit do 3. kapitoly před dokončením úkolů z Jharkendaru.

## Prostředí
Příběh v Gothicu 2: The Night of The Raven se odehrává na poloostrově Jharkendar. Tento poloostrov na severovýchodě Khorinisu byl dlouhou dobu skryt kvůli tomu, že cesta k němu je velice obtížná a vědí o ní jen piráti. Ekosystém Jharkendaru je tvořen třemi typy krajiny: bažinou na východě, pohořím na jihu a kaňonem na severozápadě. Velká část bažiny je zavodněna, zbytek je porostlý vysokou trávou, keři a nízkými stromy. Pohoří je pokryté travami a občas je tam vysoký strom či kapradiny. Kaňon je pokryt pouští, ve které se nachází malé jezírka, u kterých něco roste.
Fauna Jharkendaru zahrnuje krysy, bažinné trubce, močálové žraloky, golemy, mrchožrouty, břitovce a kousavce, gobliny a jiné tvory. Po celém Jharkendaru jsou rozmístěny ruiny staveb prastaré civilizace.
Na Jarkhendaru bydlí kromě mágů Vody dvě skupiny obyvatel, a to bandité a piráti. Mágové Vody se nachází u vchodového portálu před 5 dalšími portály, které slouží k rychlému přesouvání hráče po ostrově. Piráti se nacházejí na západě a bandité na severovýchodě, v bažinách.
Portály mohou být aktivovány uložením ohniskového kamene na pedestal, který se nachází nedaleko portálu. Tyto portály vedou na následující místa: Vchodový portál v chrámu, Kaňon na severozápadě, Pohoří na jihu, Bažiny na východě a k banditům v bažinách na severovýchodě.